# Stowarzyszenie Immunoprotect
Stowarzyszenie na rzecz osób z niedoborami odporności "Immunoprotect" – organizacja pozarządowa działająca na rzecz osób z niedoborami odporności, ze szczególnym uwzględnieniem pierwotnych (wrodzonych) niedoborów odporności.

## Działalność
Stowarzyszenie wspiera pacjentów z niedoborami odporności oraz ich rodziny. Organizuje cykliczne spotkania na temat niedoborów odporności, wydaje publikacje edukacyjne i tworzy materiały filmowe. Koordynuje działania medialne oraz kampanie społeczne. Reprezentuje pacjentów w kontaktach z Ministerstwem Zdrowia i Narodowym Funduszem Zdrowia. Wspiera placówki ochrony zdrowia w zakresie diagnostyki pierwotnych niedoborów odporności.
W latach 2011–2014 stowarzyszenie przekazało ponad 150 tysięcy złotych darowizny na diagnostykę niedoborów odporności u dzieci w Uniwersyteckim Szpitalu Dziecięcym w Krakowie.

### Najważniejsze projekty
- Immunoplus - magazyn pacjentów z pierwotnymi niedoborami odporności, ISSN 2451-0572
- To może być Twoja historia, film dokumentalny (reż. Jarosław Gibas), 2014
- TAK dla odporności!, kampania społeczna, 2017-2019

### Wybrane publikacje
- Pierwotne niedobory odporności – przewodnik dla pacjentów i ich rodzin, praca zbiorowa, 2011, ISBN 978-83-62674-45-9
- Diagnostyka pierwotnych niedoborów odporności, praca zbiorowa, 2013
- Leczenie pierwotnych niedoborów odporności, praca zbiorowa, 2014
- Pierwotne niedobory odporności u dorosłych, praca zbiorowa, 2015
- Pełnia Życia. Poradnik dla osób z niedoborami odporności, Adrian Górecki, Bernadeta Górecka, 2017, ISBN 978-83-944939-0-5

### Władze
W latach 2012–2018 prezesem stowarzyszenia był Adrian Górecki. Od lutego 2018 tę funkcję pełni Ewa Kapuścińska.